# La Chapelle-Montreuil
La Chapelle-Montreuil är en kommun i departementet Vienne i regionen Nouvelle-Aquitaine i västra Frankrike. Kommunen ligger i kantonen Vouillé som tillhör arrondissementet Poitiers. År 2018 hade La Chapelle-Montreuil 718 invånare.

## Befolkningsutveckling
Antalet invånare i kommunen La Chapelle-Montreuil
| Referens: INSEE |